# Aaron Dejez
Aron Matisyahu Dejez ou Aaron Dejez, né en Pologne en 1900 et mort le 2 avril 1951 à San Bernardino en Californie,, est un peintre américain d'origine judéo-polonaise.

## Biographie
Il expose au Salon d'automne de 1928 la toile Rue de Jérusalem.